# Taça de Portugal de Hóquei em Patins Feminino de 2015–16
A Taça de Portugal de Hóquei em Patins Feminino de 2015–16, foi a 24ª edição da Taça de Portugal, ganha pelo SL Benfica (3º título).

## Final
A final four foi disputada a 29 de Maio de 2016. Árbitros: Jerónimo Moura (Porto) e Sílvia Coelho (Porto)
|                    | Resultado |            |
| ------------------ | --------- | ---------- |
| Ass. Acad. Coimbra | 1 –5      | SL Benfica |

## Meias-finais
As partidas foram disputadas a 28 de Maio de 2016. Árbitros:  1º Jogo António Santos (Aveiro) e José LaSalette (Aveiro) e 2º Jogo Árbitros: Sílvia Coelho (Porto) e Jerónimo Moura (Porto)
|                   | Resultado |                    |
| ----------------- | --------- | ------------------ |
| Vila Boa do Bispo | 3 – 8     | Ass. Acad. Coimbra |
| Stuart HC Massamá | 1 – 4     | SL Benfica         |

## Quartos de final
As partidas foram disputadas a 17 de Janeiro de 2016.
|                  | Resultado |                    |
| ---------------- | --------- | ------------------ |
| SL Benfica       | 10 – 2    | HC Turquel         |
| C Infante Sagres | 1 – 2     | Stuart HC Massamá  |
| HC Mealhada      | 0 – 10    | Ass. Acad. Coimbra |
| AJ Salesiana     | 1 – 2     | ACD Vila Boa Bispo |

## 1ª Eliminatória
As partidas foram disputadas a 22 de Novembro de 2015 com excepção da 3ª disputada a 20 de Novembro de 2015.
|                    | Resultado |                    |
| ------------------ | --------- | ------------------ |
| AD Sanjoanense     | 2 – 13    | Ass. Acad. Coimbra |
| ACD Vila Boa Bispo | 3 – 2     | CH Carvalhos       |
| AC Tojal           | 0 – 7     | HC Turquel         |
| FC Alverca         | 1 – 13    | SL Benfica         |
| GDR "Os Lobinhos"  | 0 – 8     | Stuart HC Massamá  |
| Juv. Azeitonense   | 0 – 6     | AJ Salesiana       |